# Rose Mafia
Rose Mafia est un livre de Gérard Dalongeville sorti le 23 février 2012 en France, trois ans après son arrestation pour détournement de fonds publics, corruption, faux en écriture privée et usage de faux, favoritisme et recel de favoritisme à la mairie d'Hénin-Beaumont.
Parmi les rangs du Parti socialiste, certaines voix s'élèvent contre le livre en exprimant que le livre n'est que mensonge et que celui qui l'a écrit n'était pas crédible, tandis que le livre se vendait extrêmement bien dans la région Nord-Pas-de-Calais, au point d'être réimprimé.

## Récit
Dans Rose Mafia, Gérard Dalongeville règle ses comptes avec la fédération socialiste du Pas-de-Calais et particulièrement avec Jean-Pierre Kucheida. Il explique dans une interview qu'il n'a pas écrit le livre dans « un esprit de vengeance ou une quelconque revanche » et qu'il n'est « pas anti-PS, ni anti-Hollande, mais anti-système ».
Dans l'ouvrage de 298 pages, l'homme témoigne d'un « système pourri jusqu'à la moelle » afin de ne pas payer ses années tout seul. Il explique tous les détails de la corruption. 
Il explique qu'en commençant aux côtés de Pierre Darchicourt, maire précédent d'Hénin-Beaumont, il occupait un emploi fictif à la Société anonyme d'économie mixte immobilière de construction de Jacques Piette. Cet organisme fusionna en 2005 avec celui de Jean-Pierre Kucheida afin de former Adévia,.
La Soginorpa, la société civile immobilière de Jean-Pierre Kucheida, lui réglait ses dépenses, bien loin des centres d'intérêt de l'entreprise. Gérard Dalongeville parle de dépenses « aux Émirats arabes unis, en Corse, en Turquie, à Toulouse, à Annecy, à Malte… » avec des notes de restaurants et des facturations de place de parking dans les aéroports parisiens.

## Réception

### Dans la classe politique française
Pour Catherine Génisson, première secrétaire du PS du Pas-de-Calais, ce qu'a écrit Gérard Dalongeville est faux. Dans les rangs socialistes, la chef du parti Martine Aubry souligne que l'ancien maire d'Hénin-Beaumont n'a aucune crédibilité.
Jean-Pierre Kucheida, le principal intéressé du livre et maire de Liévin, explique qu'il n'ira pas acheter « ce torchon ».
Selon Steeve Briois, conseiller municipal d'Hénin-Beaumont, « l'affaire Dalongeville n'était que la partie émergée de l'iceberg ».

### Ventes
Le livre Rose Mafia s'est facilement vendu dès le premier jour de sa sortie, le 23 février 2012. À Lens et à Liévin, le livre s'est vendu « comme des petits pains, ». Dans les librairies Furet du Nord de la région Nord-Pas-de-Calais, le même scénario se produit : les livres partent dans les premières minutes. L'éditeur Jacob-Duvernet est tombé en rupture de stock dès le premier jour. Il décide d'en réimprimer 5 000, même si les 11 000 ouvrages n'avaient pas forcément un acquéreur. 
En ligne, un site de vente sur Internet positionne l'ouvrage à la 5e place sur 100, parmi les meilleures ventes.

### Suite
Rose Mafia 2 est sorti le 9 juin 2012, la veille du premier tour des élections législatives françaises de 2012. Guy Delcourt réclame la saisie de ce livre.